# Perham (Minnesota)
Perham – miasto w Stanach Zjednoczonych, w stanie Minnesota, w hrabstwie Otter Tail.